# نيكولاس هوبتون
نيكولاس هوبتون (من مواليد 8 أكتوبر 1965) دبلوماسي بريطاني شغل منصب سفير المملكة المتحدة في ليبيا وقطر واليمن وإيران.
تولى أول منصب له سفيرا في اليمن من عام 2012 إلى 2013، قبل أن يعمل سفيرا في قطر بين عامي 2013 و2015. في ديسمبر 2015 عُيِّن القائم بالأعمال البريطاني في إيران. بعد التحسن في العلاقات بين المملكة المتحدة وإيران، عُيِّن هوبتون سفيراً لدى إيران في سبتمبر 2016 كأول سفير بريطاني للبلاد منذ 2011. عين قائما بالأعمال بالسفارة البريطانية في ليبيا في سبتمبر 2019.